# استیون هاولی
استیون الن هاولی (به انگلیسی: Steven Alan Hawley) فضانورد اهل کشور ایالات متحده آمریکا است که در ۱۲ دسامبر ۱۹۵۱ میلادی در اوتاوا، کانزاس زاده شد. وی در مأموریت اس‌تی‌اس-۴۱-دی، اس‌تی‌اس-۶۱-سی، اس‌تی‌اس-۳۱، اس‌تی‌اس-۸۲، اس‌تی‌اس-۹۳ حضور داشته است.